# ILLUSION (ゲイビデオ)
illusion（イリュージョン）とは、かつて存在したゲイビデオメーカーのレーベル名であり 、1990年代半ば頃に大阪で設立されている。アナルマニア向けで、前立腺マッサージによるトコロテン射精作品も扱っていた。浣腸シーンも収められていた。小文字で「illusion」と表記する。

## 作品一覧
「青春レポート」シリーズと「青春パンパカパン」シリーズがあった。
- 「あっ！出そう！」（アナルマッサージで大量トコロテン射精。illusionで初生撮りに成功。20歳大学生りょう君は失神寸前。『出ます！』。メインモデルのりょう君は浣腸も、激しいオナニーも余すところなく見せてくれます。[2]。画像あり[3]。）
- 「森田剛のような」
- 「個性派のA感覚」（アナル高感度大学生和也君はアナル検査・マッサージではよがり声を上げながらトロリトロリと精液を漏らします。アナル好感度青年龍二君はアナル検査で悶えイキそうになり鳴きをいれます。）
- 「アナルって不思議」（21歳大学生健司君はアナル検査で感じて漏らします。）
- 「18歳の好奇心」（ベビーフェイスのしんじ君はアナル超高感度。アナルマッサージでは激しく悶えてトロリトロリと漏らします。）
- 「アナルを味わいたくって」（やすし…友達にアナルは気持ちいいと聞いて出演。アナル検査、アナルマッサージ、浣腸、オナニーで熱演。形の良い巨根は見ものです。ただし…初めてのアナルに関してしまう。ヨガリ声が凄い迫力…。）
- 「ノリノリ19歳」
- 「一度だけなら」（たかし…アナルマッサージでイッテしまいました。巨大バイブ完全挿入。次郎…アナルマッサージで完全にイッテしまいました。その顔の表情を完全収録。イク顔の表情だけで一緒にイッテしまいそうです）など。
- 「二十歳の場合」（たけし…拡張器による内部丸見えアナル検査。サディスティックに責める高感度なアナルマッサージ。アナルを責められながら射精は可愛くてそそられます。かずや…内部が見えるアナル検査、途中からのバックスタイルでの浣腸は見ものです。たつや…アナル検査は見もの。拡張器による内部ズームアップは大迫力。浣腸はアナルアップがいやらしいくらいです。）